# Безбожник (журнал)
«Безбо́жник» — иллюстрированный журнал, орган Центрального Совета и Московского областного Совета Союза воинствующих безбожников.

Журнал издавался в Москве с марта 1925 по июнь 1941 года. С 1926 по 1932 год журнал выходил два раза в месяц. В другие годы журнал выходил раз в месяц.

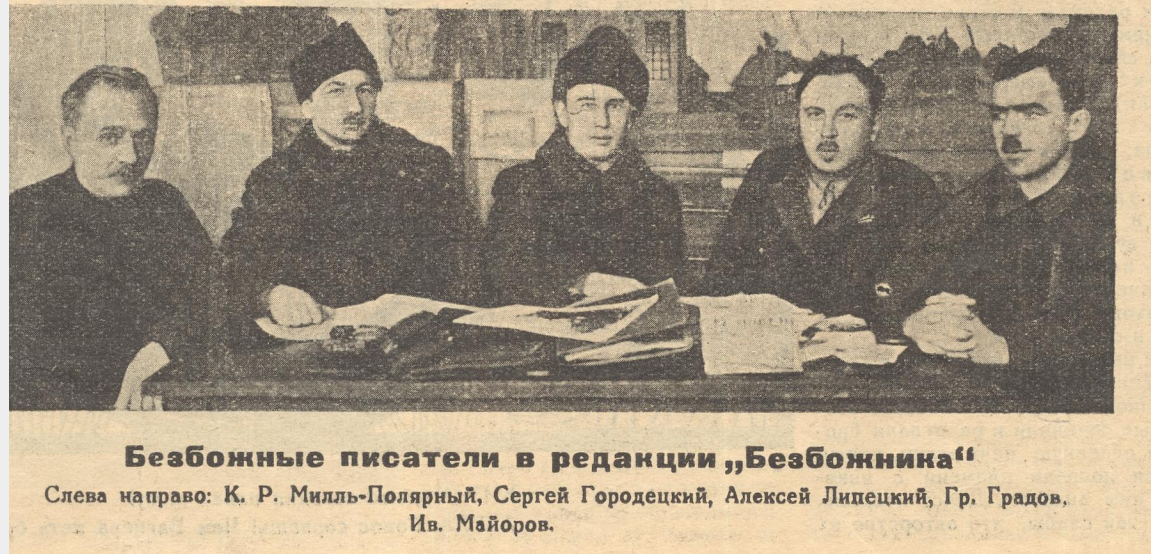
Писатели-атеисты в редакции «Безбожника». Слева направо: К. Р. Милль-Полярный, С. М. Городецкий, А. В. Липецкий, Г. Я. Градов, И. А. Майоров.

С 1926 по 1932 год главным редактором журнала был Е. М. Ярославский. С 1933 по 1941 год журнал возглавлял Ф. М. Путинцев.
Журнал был рассчитан на массового работающего читателя, на его страницах печатались статьи, эссе, художественные произведения. Основной темой было высмеивание религии и её критика с точки зрения марксизма. Кроме того, журнал освещал опыт атеистической работы ячеек Союза воинствующих безбожников. В журнал вошли работы карикатуристов Н. Ф. Денисовского, М. М. Черемных, Д. С. Моора, К. С. Елисеева и других. Тираж журнала «Безбожник» достиг 200 тысяч экземпляров.